# 武備心流
武備心流（ぶびしんりゅう）とは、體術（柔術）の流派の一つ。名倉家に伝わり、名倉堂の整骨術の基になったことで知られる。

## 歴史
流祖は川寸木（大島良助）という浪人である。名倉弥次兵衛直賢に伝えたことで知られる。
川寸木は、山県大弐の弟子であり、元は大島良助という名で与力をしていた。
山県に謀叛の疑いがあるとのことで剃髪し、川寸木と名乗る。川寸木とは祖父の名字である川村を崩したものである。
大島以降は名倉家の家伝となり代々伝承されていた。